# 阿戈讷地区维莱
阿戈讷地区维莱（法語：Villers-en-Argonne，法語發音：[vilɛʁ ɑ̃.n‿aʁɡɔn]），或纯音译作维莱昂纳戈讷，是法国马恩省的一个市镇，位于该省东北部，属于香槟沙隆区。

## 地理
阿戈讷地区维莱（49°1'14"N, 4°56'4"E）面积9.57 平方千米，位于法国大東部大區马恩省，该省份为法国东北部内陆省份，北起阿登省，西北接埃纳省，西南接塞纳-马恩省，南至奥布省，东南接上马恩省，东临默兹省。
与阿戈讷地区维莱接壤的市镇（或旧市镇、城区）包括：沙特里斯、阿戈讷地区博略、勒舍曼、阿戈讷地区帕萨旺、锡夫里-昂特。

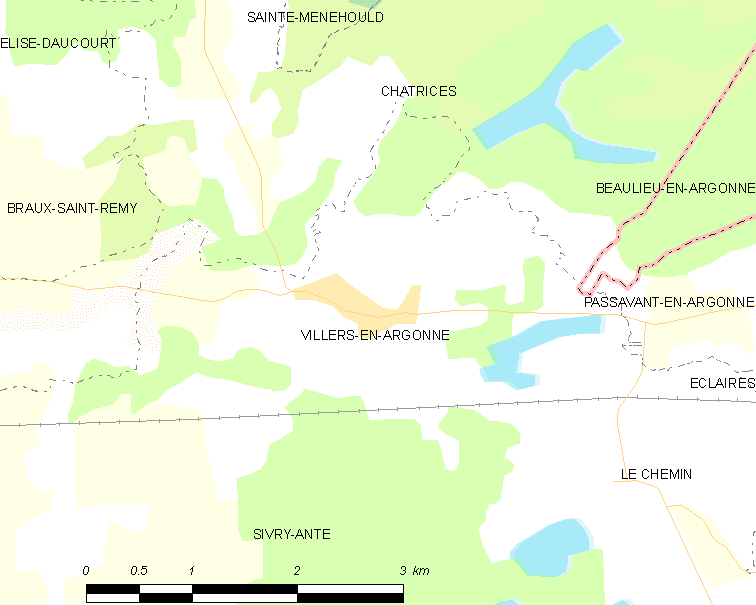
阿戈讷地区维莱的OSM定位图

阿戈讷地区维莱的时区为UTC+01:00、UTC+02:00（夏令时）。

## 行政
阿戈讷地区维莱的邮政编码为51800，INSEE市镇编码为51632。

## 政治
阿戈讷地区维莱所属的省级选区为阿戈讷-叙普-韦勒县。

## 人口

1962-2008年间阿戈讷地区维莱人口变化图示

阿戈讷地区维莱于2022年1月1日时的人口数量为215人。